# Vela en los Juegos Suramericanos de Playa de 2023: Snipe
La competencia de Snipe en los Juegos Suramericanos de Playa de 2023 se llevó a cabo entre los días 15 de julio y 18 de julio de 2023 en el Parque Náutico Bello Horizonte de la playa Irotama - Hilton, Santa Marta (Colombia).

## Resultados
| #                 | Velerista                                                              | Regata 1 | Regata 2 | Regata 3 | Regata 4 | Regata 5 | Regata 6 | Regata 7 | Total |
| ----------------- | ---------------------------------------------------------------------- | -------- | -------- | -------- | -------- | -------- | -------- | -------- | ----- |
| Medalla de oro    | Argentina Julio Alsogaray Malena Sciarra                               | 2        | 1        | 2        | 2        | 1        | (3)      | 2        | 10    |
| Medalla de plata  | Perú · Ismael Muelle Macchiavello · Alessia Zavala Valdez              | 1        | 2        | (4)      | 3        | 4        | 1        | 1        | 12    |
| Medalla de bronce | Uruguay · Pablo Defazio Abella · Mariana Foglia Costa                  | (4)      | 3        | 1        | 1        | 3        | 4        | 4        | 16    |
| 4                 | Chile · Matías Poncell Maurín · Trinidad Prieto Rosales                | 3        | 4        | 3        | (DSQ)    | 2        | 3        | 3        | 17    |
| 5                 | Ecuador · Juan José Ferretti Ramírez · María Daniela Rodríguez Ordoñez | 5        | 5        | 5        | (DNE)    | 6        | 5        | 5        | 31    |
| 6                 | Colombia · Daniel Castillo Bendeck · Claudia Patricia Villegas Rico    | (DNS)    | DNC      | DNC      | 6        | 5        | 6        | 6        | 35    |

( ): Descarte; DNS: No salió; DNF: No terminó, DSQ: Descalificado, DNE: Descalificación no excluible, OCS: Salida prematura